# Przewód chłonny prawy

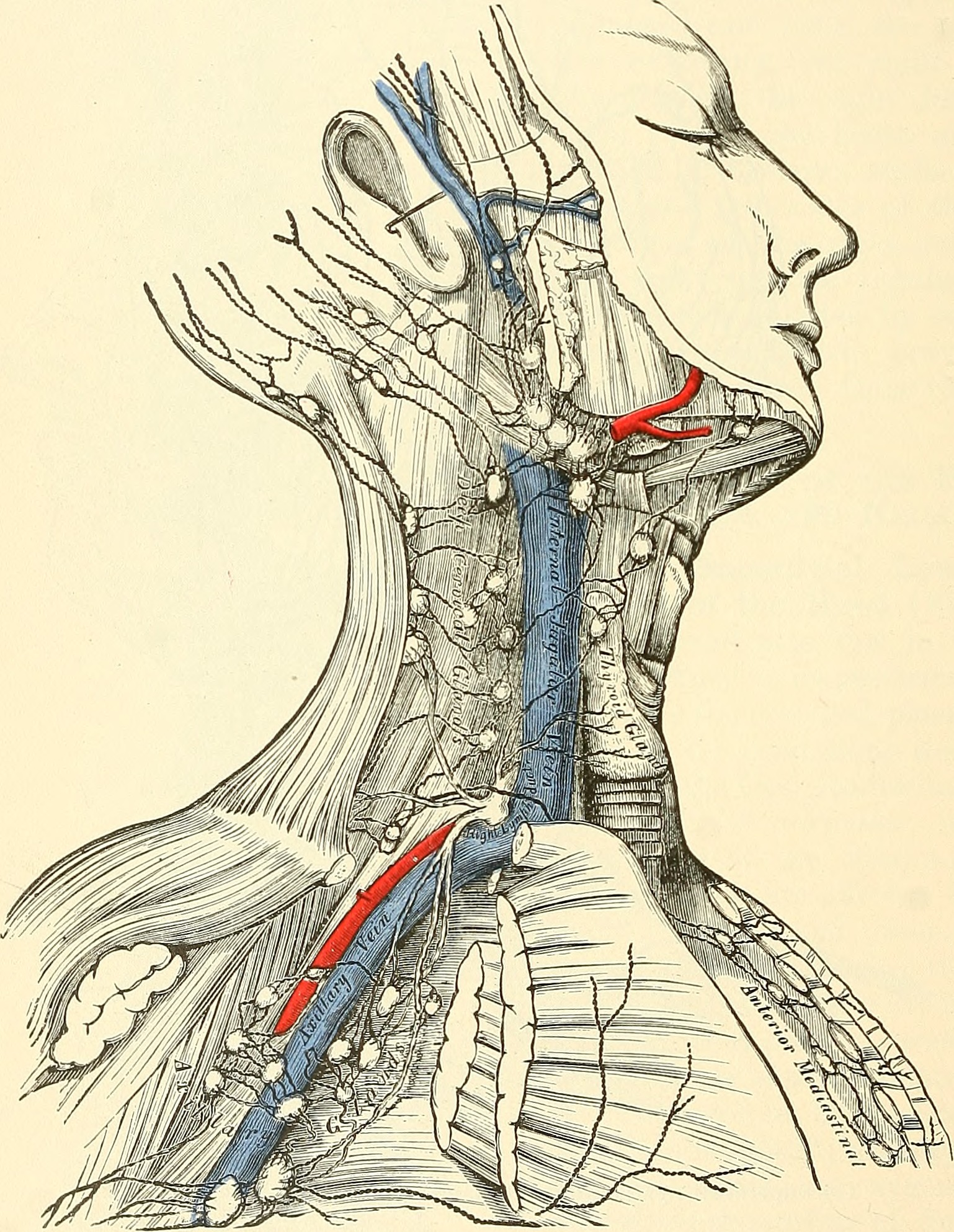
Przewód chłonny prawy podpisany Right Lymph. duct.

Przewód chłonny prawy (łac. ductus lymphaticus dexter) – w anatomii człowieka bardzo krótkie naczynie limfatyczne, zbierające chłonkę z prawej kończyny górnej (za pośrednictwem pnia podobojczykowego prawego), z prawej części klatki piersiowej (za pośrednictwem prawych pni śródpiersiowych) oraz prawej strony szyi i głowy (za pośrednictwem pnia szyjnego prawego). Ma swoje ujście w prawym kącie żylnym. Nie występuje stale, często prawe pnie szyjne, podobojczykowe i śródpiersiowe uchodzą samodzielnie do kąta żylnego lub w jego okolicy.